# Municipio de Scioto (condado de Pike)
El municipio de Scioto (en inglés: Scioto Township) es un municipio ubicado en el condado de Pike en el estado estadounidense de Ohio. En el año 2010 tenía una población de 1267 habitantes y una densidad poblacional de 19,63 personas por km².

## Geografía
El municipio de Scioto se encuentra ubicado en las coordenadas 38°59′41″N 82°59′54″O / 38.99472, -82.99833. Según la Oficina del Censo de los Estados Unidos, el municipio tiene una superficie total de 64.55 km², de la cual 63,45 km² corresponden a tierra firme y (1,71 %) 1,11 km² es agua.

## Demografía
Según el censo de 2010, había 1267 personas residiendo en el municipio de Scioto. La densidad de población era de 19,63 hab./km². De los 1267 habitantes, el municipio de Scioto estaba compuesto por el 96,84 % blancos, el 0,63 % eran afroamericanos, el 0,24 % eran amerindios y el 2,29 % eran de una mezcla de razas. Del total de la población el 1,26 % eran hispanos o latinos de cualquier raza.